# وربیکرو
وربیکرو (به ایتالیایی: Verbicaro) یک کومونه در ایتالیا است که در استان کزنتزا واقع شده‌است.

## خصوصیات
وربیکرو ۳۲ کیلومترمربع مساحت و ۳٬۳۵۴ نفر جمعیت دارد و ۴۲۰ متر بالاتر از سطح دریا واقع شده‌است.